# Raiffeisenbank Welling
Die Raiffeisenbank Welling eG ist eine Genossenschaftsbank mit Sitz in der rheinland-pfälzischen Gemeinde Welling im Landkreis Mayen-Koblenz.

## Geschichte
Die Raiffeisenbank Welling eG wurde am 8. Januar 1894 gegründet und hat sich bis heute ihre Eigenständigkeit bewahrt.

## Rechtsverhältnisse
Die Raiffeisenbank Welling eG (lt. GnR „RAIFFEISENBANK WELLING eG“) ist im Genossenschaftsregister beim Amtsgericht Koblenz unter GnR 10154 eingetragen.

## Organisationsstruktur
Rechtsgrundlagen sind das Genossenschaftsgesetz und die durch die Generalversammlung beschlossene Satzung. Organe der Bank sind der Vorstand, der Aufsichtsrat und die Generalversammlung.

## Sicherungseinrichtung
Die Raiffeisenbank Welling eG ist der amtlich anerkannten Sicherungseinrichtung des Bundesverbandes der Deutschen Volksbanken und Raiffeisenbanken GmbH und der zusätzlichen freiwilligen Sicherungseinrichtung des Bundesverbandes der Deutschen Volksbanken und Raiffeisenbanken e.V. angeschlossen.

## Geschäftsausrichtung
Die Raiffeisenbank Welling eG betreibt das Universalbankgeschäft. Im Verbundgeschäft arbeitet sie mit der DZ Bank, R+V Versicherung, Bausparkasse Schwäbisch Hall, Teambank, VR Leasing, DZ Hyp und der Union Investment zusammen.

## Geschäftsgebiet
Das Geschäftsgebiet liegt in der Mitte des Landkreises Mayen-Koblenz.
Neben der Geschäftsstelle am Sitz der Bank werden keine weiteren Geschäftsstellen betrieben.